# Acrolocha sulcula
Acrolocha sulcula är en skalbaggsart som först beskrevs av Stephens 1834.  Acrolocha sulcula ingår i släktet Acrolocha, och familjen kortvingar. Enligt den finländska rödlistan är arten starkt hotad i Finland. Arten är reproducerande i Sverige. Artens livsmiljö är torra gräsmarker.